# Yvette Cauchois
Yvette Cauchois (pronúncia em francês: [ivɛt koʃwa] (escutarⓘ); Paris, 19 de dezembro de 1908 – Paris, 19 de novembro de 1999) foi uma física francesa, conhecida por sua contribuição à espectroscopia de raios-X e óptica do raio-X, e por pesquisas pioneiras sobre o síncrotron europeu.

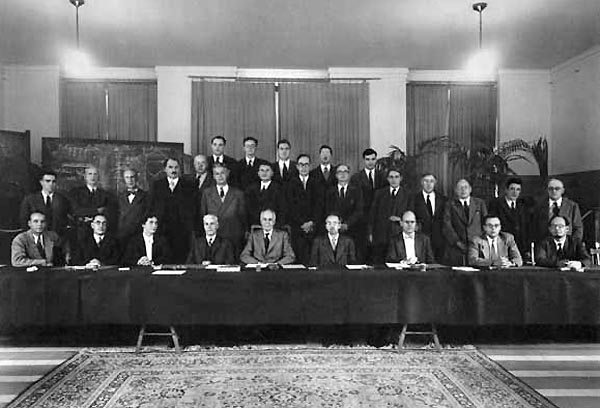
Conferência de Solvay sobre física em Bruxelas, 1951. Da esquerda para a direita, sentados: Crussaro, Norman Percy Allen, Yvette Cauchois, Borelius, William Lawrence Bragg, Christian Møller, Sietz, John Herbert Hollomon, Frank; fila do meio: Gerhart Rathenau,^{(nl)} Koster, Erik Rudberg,^{(sv)}, Flamache, Goche, Groven, Egon Orowan, Jan Burgers, William Bradford Shockley, André Guinier, C.S. Smith, Ulrich Dehlinger, Laval, Émile Henriot; fila superior: Gaspart, Lomer, Alan Cottrell, Georges Homes, Hubert Curien

## Formação
Cauchois frequentou a escola em Paris, com estudos de graduação na Sorbonne, onde recebeu um diploma em ciências físicas em julho de 1928. Cauchois cursou pós-graduação no Centre national de la recherche scientifique (CNRS), obtendo um doutorado em 1933.

## Carreira acadêmica
Após concluir seus estudos de doutorado, Cauchois foi nomeada assistente de pesquisa no laboratório de Jean Baptiste Perrin no CNRS. Foi promovida a pesquisadora associada em 1937 e, no mesmo ano, participou do lançamento do Palais de la découverte.
Em janeiro de 1938 Cauchois foi nomeada chefe do Laboratório de Química Física da Faculdade de Ciências da Universidade de Paris. Quando a Segunda Guerra Mundial estourou, Cauchois manteve a continuidade no Laboratório, atuando como Chefe de Estudos quando Jean Perrin teve que fugir para os Estados Unidos. Em 1945, quando a Libertação da França levou à demissão de Louis Dunoyer de Segonzac, Cauchois foi promovido a professora na Sorbonne . Ela se tornou catedrática de física química em 1954, sucedendo Edmond Bauer no comando do laboratório.
Com o número de pesquisadores superando o espaço disponível no laboratório, Cauchois fundou o Centre de Chimie Physique em Orsay em 1960. Dirigiu esta organização por dez anos, enquanto continuava seu trabalho na Sorbonne. Ingressou na Universidade Pierre e Marie Curie em 1971, após a divisão da Sorbonne.
Cauchois presidiu a Sociedade Francesa de Química Física de 1975 a 1978. Foi a segunda mulher neste cargo depois de Marie Curie. De 1978 até sua aposentadoria em 1983, Cauchois foi professora emérita da Universidade Pierre e Marie Curie. Cauchois ainda estava conduzindo pesquisas ativas de laboratório em 1992 (com 83 anos de idade). Ao longo de sua vida produziu mais de 200 publicações, que continuam sendo citadas atualmente.

## Prêmios e honrarias
- Prêmio Ancel da Société chimique de France (1933)
- Prêmio Henri Becquerel da Académie des Sciences (1935)
- Prêmio Gizbal-Baral (10.000 francos) da Académie des Sciences (1936)
- Prêmio Henry de Jouvenel por atividade científica altruísta (10.000 francos) do Ministério Nacional da Educação (1938)
- Prêmio Jerome Ponti da Académie des Sciences (1942)
- Prêmio Triossi da Académie des Sciences (1946)
- Oficial da Ordem Nacional da Legião de Honra
- Oficial da Ordem Nacional do Mérito (França)
- Medalha da Czechoslovak Society of Spectroscopy (1974)
- Medalha de Ouro da Universidade de Paris (1987)
- Doutor honoris causa da Universidade de Bucareste (1993)[3]
- O nome de Cauchois foi dado a uma estrada na área da nova universidade de Moulon em Gif-sur-Yvette e uma estrada em Tomblaine (Meurthe-et-Moselle).